# 잔마르코 토나치

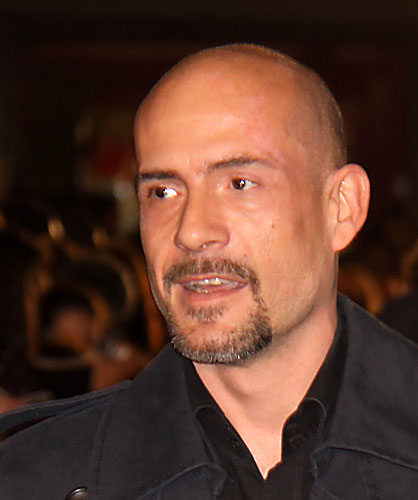

지안마르코 토나치(Gianmarco Tognazzi, 1967년 10월 11일 ~ )는 이탈리아의 영화배우, 연극 배우, 텔레비전 배우이다.
로마에서 태어났다.

## 영화
- 데얼스 노 플레이스 라이크 홈 (2018년)
- 언더 더 시리즈 (2014년)
- 아리아 (2014년)
- 크리스마스 인 버버리 힐즈 (2009년)
- 크랙 (1991년)